# Michaił Kudriawcew
Michaił Kudriawcew (ur. 1906, zm. 1945) – pułkownik Wojska Polskiego, od 1928 w Armii Czerwonej. W czasie wojny niemiecko-radzieckiej (1941-1945): pomocnik szefa sztabu 16 pułku czołgów, dowódca batalionu czołgów, zastępca szefa sztabu do spraw operacyjnych brygady pancernej, dowódca 16 brygady pancernej (lipiec 1944 – kwiecień 1945).